# Caio Céstio Galo
Caio Céstio Galo (em latim: Gaius Cestius Gallus; m. 67) foi um político e general romano nomeado cônsul sufecto em 42, famoso por ter servido como governador da Síria durante a Grande Revolta Judaica. Era filho de Caio Céstio Galo, cônsul sufecto em 35.

## Governador da Síria
Galo foi Legado imperial para a Síria a partir de 63 ou 65 e marchou para a Judeia com mais de 30 000 homens em setembro de 66 numa tentativa de restaurar a ordem depois da irrupção da Grande Revolta Judaica. Reunido em Antioquia, o exército de Galo contava com a XII Fulminata, vexillationes de três outras legiões da Síria, coortes de tropas auxiliares e quatro alas de cavalaria. Estas tropas contavam ainda com o apoio de 14 000 soldados aliados providenciados por Herodes Agripa II e outros monarcas clientes do Império Romano.

## Revolta judaica
Galo conseguiu conquistar Bete-Searim, na Baixa Galileia, a sede do Sinédrio (a suprema corte religiosa judaica) na época. Com sua força reduzida por causa de alguns destacamentos enviados para ocupar a Galileia e a costa judeia, Galo marchou para o interior, na direção de Jerusalém, com o objetivo de tomar a capital. Depois de sofrer muitas perdas em sua retaguarda e na sua linha de suprimentos, Galo alcançou o Monte Scopus e invadiu os arredores da cidade, mas não conseguiu tomar o Monte do Templo. Depois de um cerco de nove dias, Galo decidiu recuar para a costa, uma decisão que parece ter sido tomada com base na perda de suas armas de cerco numa emboscada e na ameaça de ter sua linha de suprimentos completamente interrompida por causa das chuvas de outubro.
Durante a retirada, sua coluna foi emboscada perto de Beth Horon e, além de ter sofrido pesadas perdas, perdeu sua águia. Céstio só conseguiu chegar até Antipatris depois de perder cerca de 6 000 homens e uma grande quantidade de material bélico. Naquele momento, a Judeia estava completamente fora do controle romano.

## Morte
Logo depois de seu retorno para a Síria e antes da primavera de 67, Galo morreu. Segundo Flávio Josefo, derrotado pela vergonha e a desgraça de sofrer uma grande e inesperada derrota. Galo foi sucedido por Caio Licínio Muciano na Síria. Logo depois, o imperador Nero indicou o comandante Tito Flávio Vespasiano (o futuro imperador Vespasiano) para acabar com a revolta na província.